# Bula de Lucio III
La Bula de Lucio III es un bula promulgada por el Santo Padre Lucio III en 1182 que confirma la patrimonialidad de las iglesias de Calatayud y la Comunidad de aldeas de Calatayud según lo establecido por el rey Alfonso I de Aragón en los Fueros de Calatayud. 

## Aspectos lingüísticos
Aunque el cuerpo del texto está redactado en latín, es interesante por los aspectos toponímicos en aragonés, como Berdello, Castellon, Cervera, Terrer, Turrillo, Vadiello, si bien la mayoría de los topónimos están latinizados: Fontes, Rosca, Paracollos, Petra, Turealba, etc.

Dilectis filiis presbiteris et clericis de Calatajub et de termino suo salutem et apostolicam benedictionem. Justis petentium desideriis dignum est Nos faciiem prebere assensum et vota que a rationis tramite non discordant affectu sunt prosequente complenda. Ea propler, dilecti in domino filii, vestris justis poslulationibus grato concurrentes assensu, ecclesias vestras de Calatajube, et de termino suo cum ómnibus pertinenciis suis, ecclesiam sáncte Marie medie ville, cum pertinenciis suis, Ecclesiam sancti Andree cum pertinenciis suis, Ecclesiam sancti Johannis de Vallupiel cum pertinenciis suis, Ecclesiam sáncte Marie cum pertinenciis suis, Ecclesiam sancti Jacobi cum pertinenciis suis, Ecclesiam Sancti Petri Serranorum cum pertinenciis suis, Ecclesiam sancti Martini cum pertinenciis suis, ecclesiam sancti Salvatoris cum pertinenciis suis, Ecclesiam sancti Petri Francorum cum pertinenciis suis, Ecclesiam santi Torquati cum pertinenciis suis, Ecclesiam sancti Dominici cum pertinenciis suis, Ecclesiam de Miedes cum pertinenciis suis, Ecclesiam de Castellon cum pertinenciis suis, Ecclesiam de Marha cum pertinenciis suis, Ecclesiam de Duron cum pertinenciis suis, Ecclesiam de Villalba cum pertinenciis suis, Ecclesiam de Sediles cum pertinenciis suis, Ecclesiam de Rosca cum pertinenciis suis, Ecclesiam d'Orera cum pertinenciis suis, Ecclesiam de Viver cum pertinenciis suis, Ecclesiam de Finoges cum pertinencis suis, Ecclesiam de Pyetas cum pertinenciis suis, Ecclesiam de Marach cum pertinenciis suis, Ecclesiam de Brea cum pertinenciis suis, Ecclesiam de Savinian cum pertinenciis suis, Ecclesiam de Paracollos cum pertinenciis suis, Ecclesiam de Embit cum pertinenciis suis, Ecclesiam de Viver cum pertinenciis suis, Ecclesiam de Turealba cum pertinenciis suis, Ecclesiam de Cervera cum pertinenciis suis, Ecclesiam d'Aninione cum pertinenciis suis, Ecclesiam de Villarubea cum pertinenciis suis, Ecclesiam de Vadiello cum pertinenciis suis et de Forcaxo, Ecclesiam de Berdello cum pertinenciis suis, Ecclesiam de Villosca cum pertinenciis earum, Ecclesiam de Turrillo cum pertinenciis suis, Ecclesiam de Moros cum pertinenciis suis, Ecclesiam de Monubles cum pertinencüs suis, Ecclesiam de Alfama cum pertinenciis suis, Ecclesiam de Boverca cum perlinenciis suis, Ecclesiam de Castellón cum pertinenciis suis, Ecclesiam de Ateca cum pertinenciis suis, Ecclesiam de Terrer cum pertinenciis suis, Ecclesiam de Xarava cum pertinenciis suis, Ecclesiam d'Ibdes cum pertinencüs suis, Ecclesiam de Cocos cum pertinenciis suis, Ecclesiam de Petra cum pertinenciis suis, Ecclesiam de Monterde cum pertinenciis suis, Ecclesiam de Flumes cum perlinenciis suis, Ecclesiam de Cenvalla cum pertinenciis suis, Ecclesiam de Tiestos cum pertinenciis suis, Ecclesiam de Cubel cum pertinenciis suis, Ecclesiam de Pardos cum pertinenciis suis, Ecclesiam de Avanto cum pertinenciis suis, Ecclesiam de Monobrega cum pertinenciis suis, Ecclesiam de Castellonciello cum pertinenciis suis, Ecclesiam de Alfarba cum pertinenciis suis, Ecclesiam de Azeret cum pertinenciis suis, Ecclesiam de Athea cum pertinenciis suis, Ecclesiam de Montón cum pertinenciis suis

## Manuscritos
El original de los Fueros de Calatayud y la Bula de Lucio III se encontraban en tan mal estado que en el siglo XIII el rey Alfonso III de Aragón ordenó que el manuscrito fuera restaurado, confirmando de nuevo los Fueros, pero no se conserva este documento original, habiendo quedado tan solo bellas copias:
- Una copia en el Archivo de Barcelona (abreviatura Barch).
- Una copia de 1554 ordenada por la Justicia de Aragón y conservada en el Archivo parroquial de Calatayud.
- La edición de Don Muñoz (abreviatura MZ).
- La edición de Bofarull (abreviatura B).
- Una copia que tenía Don Miguel Monterde (abreviatura Mont).

Mientras que en la copia del Archivo de Barcelona todavía se lee Berdello y Castellon, y alguna incipiente castellanización como Forcaxo por Forcallo, en las ediciones más tardías como la de Bofarull los topónimos en aragonés cómo Berdello, Castellon, Castellonciello se presentan ya totalmente castellanizados a Berdeyo, Casteyon, Casteyonciello.